# Megaselia meruensis
Megaselia meruensis är en tvåvingeart som beskrevs av Rudolf Beyer 1960. Megaselia meruensis ingår i släktet Megaselia och familjen puckelflugor. Inga underarter finns listade i Catalogue of Life.